# 메르세데스-벤츠 엑소르
메르세데스-벤츠 엑소르(영어: Mercedes-Benz Axor)는 독일 다임러 트럭이 생산하는 대형 트럭으로 메르세데스-벤츠 아록스, 메르세데스-벤츠 악트로스 다음으로 큰 트럭으로 6기통 엔진을 장착하고 있다.

## 사진

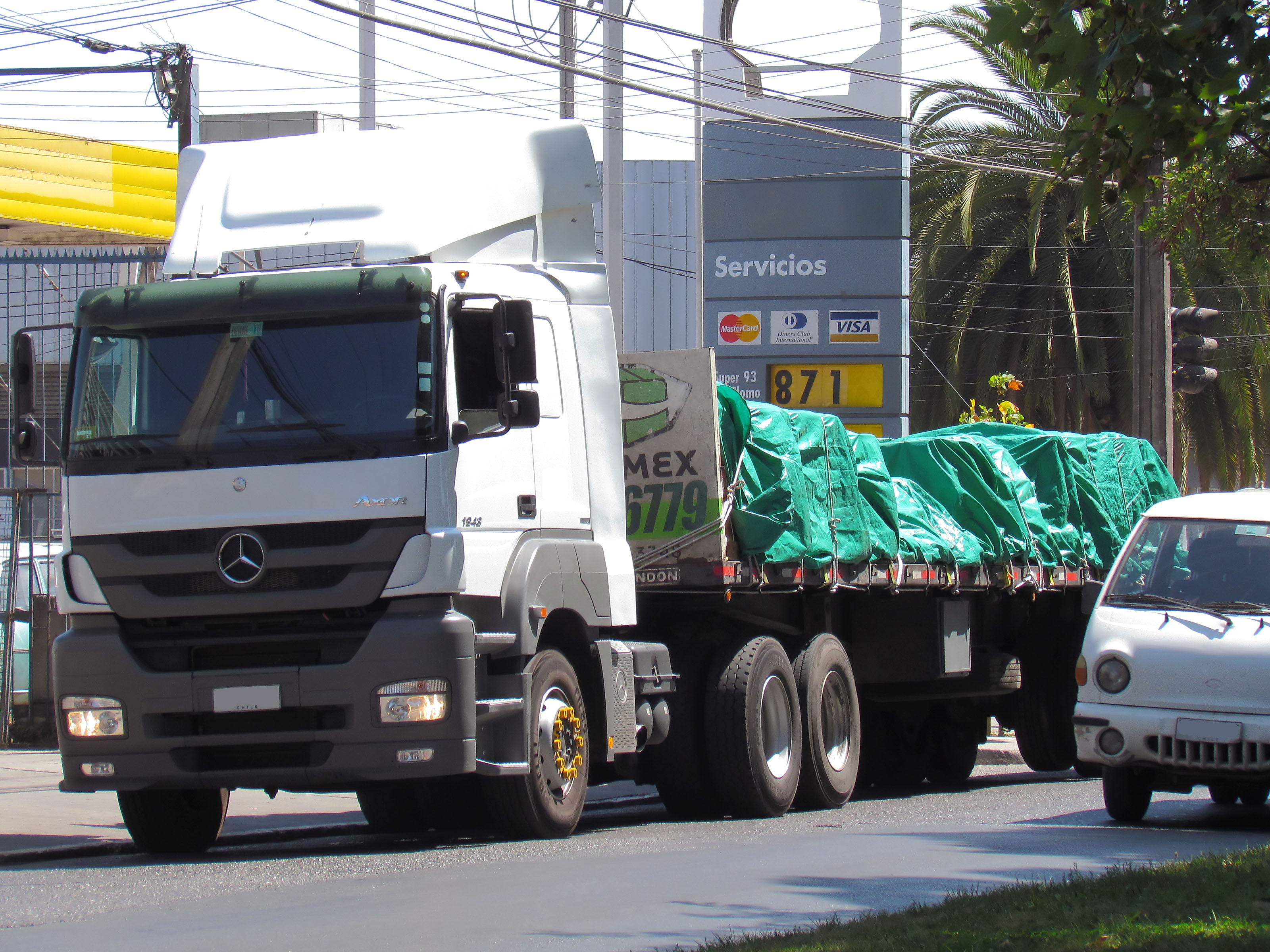
메르세데스-벤츠 엑소르 1943
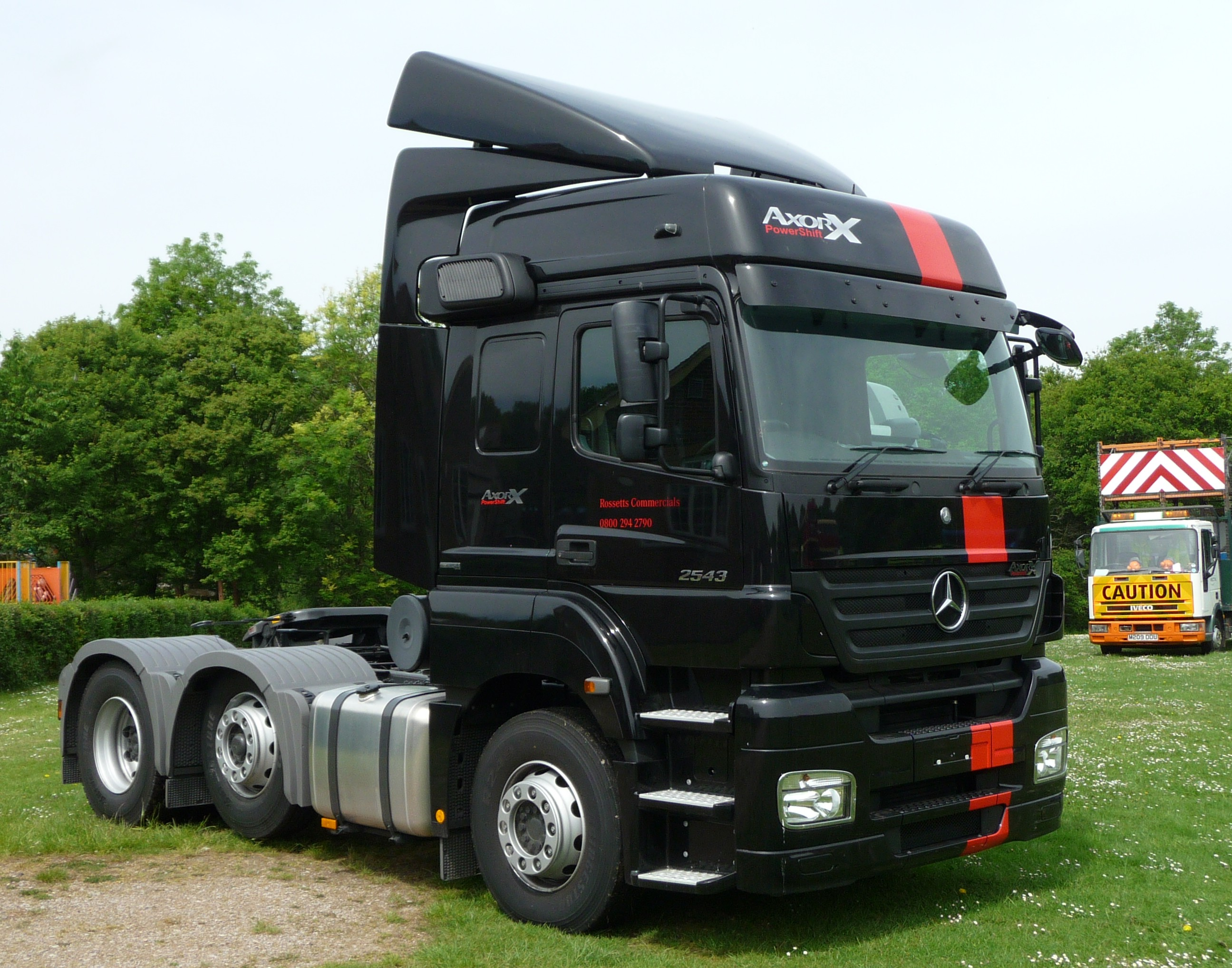
메르세데스-벤츠 엑소르 2543
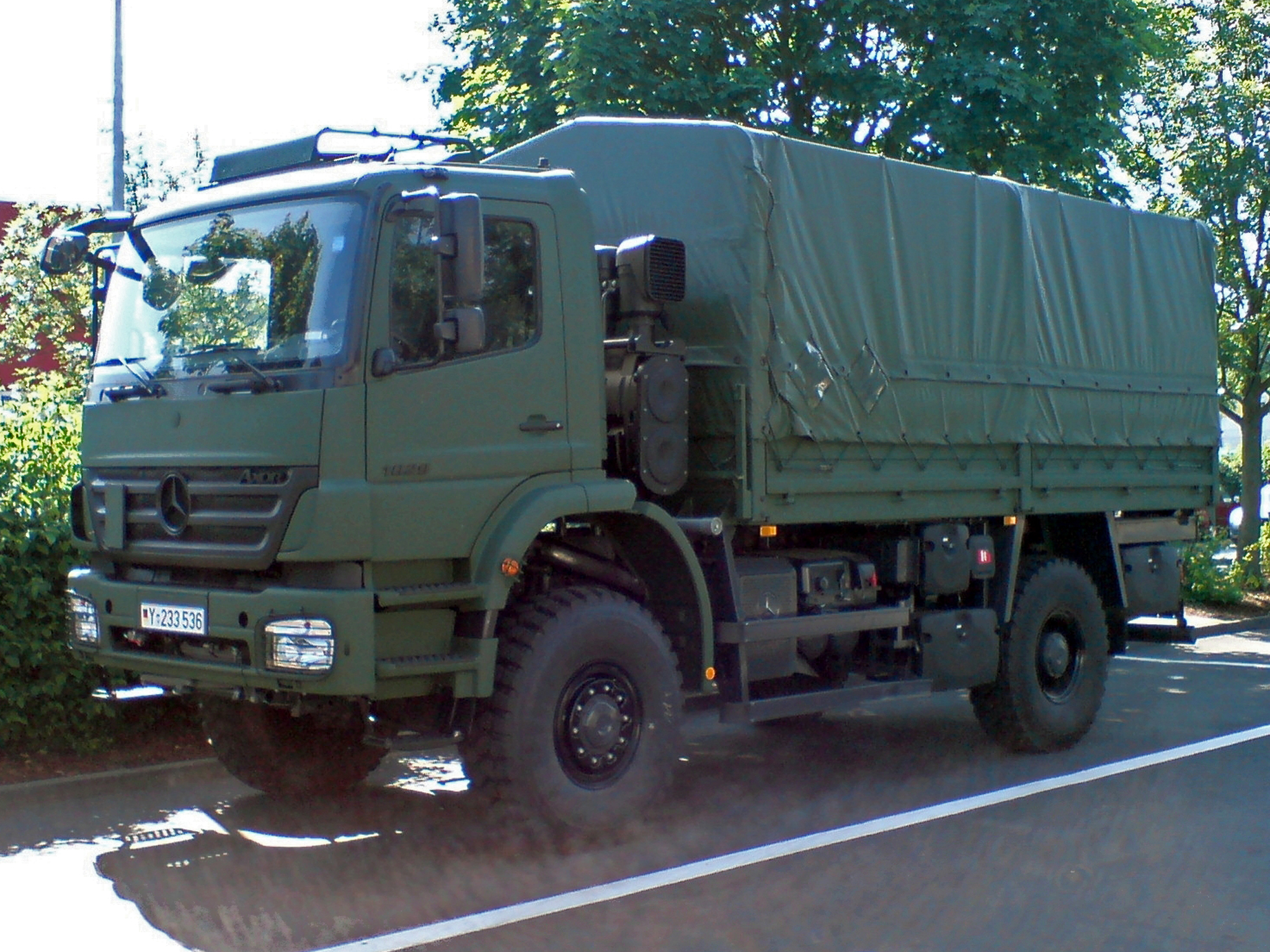
메르세데스-벤츠 엑소르 1829 A 4x4 독일 연방군 소속

## 같이 보기
- 바라트벤츠
- 메르세데스-벤츠 악트로스